# بازار انحصاری
بازار انحصاری،  نوعی فعالیت اقتصادی است که در آن فروشنده، قدرت بالایی در تعیین قیمت دارد و فروشنده میزان تولید و عرضه را به گونه‌ای تنظیم می‌کند که با صرف کم‌ترین منابع، بیشترین سود ممکن را نصیب خود کند. از آن‌جایی که در بازار انحصاری رقابت در کار نیست و استانداردهای اجباری به شکل حداقلی اجرا می‌شوند، کیفیت چندان مورد توجه نیست.
در بازار انحصاری، برای کالاهایی همگن تنها یک فروشنده وجود دارد، قیمتی برای فروش کالا تعیین شده‌است که ورود برای سایر واحدهای تولیدی به بازار سودآور نیست یا واحد تولیدی موجود عرضه و فروش مواد اولیه اساس برای تولید کالا را کنترل می‌کند. گاه نیز با روش تولید و تکنولوژی لازم برای تولید، کالا را در انحصار خود درمی‌آورد. همچنین گاهی از طرف دولت اجازه تولید انحصاری کالا را داشته یا به وسیله مقررات بازرگانی به وسیله دولت از واحد تولیدی حمایت می‌شود. البته قیمت کالا در بازار انحصاری برای انحصارگر به دلیل وجود یک عرضه‌کننده ثابت نیست. در این بازار واحد تولیدی انحصارگر در رابطه با قیمت کالا و رابطه میزان تولید کالا دو نوع تصمیم‌گیری اتخاذ می‌کند. اول آنکه می‌تواند قیمت کالای تولید شده را تعیین کند و تعیین مقدار فروش براساس این قیمت را برای حداکثر سود به عهده تابع تقاضای بازار بگذارد. دوم آنکه می‌تواند مقدار فروش را تعیین کند و اجازه دهد تابع تقاضای بازار قیمتی را تعیین کند که به ازای آن سود تولیدکننده به حداکثر برسد. انحصارگر که صاحب بازار انحصاری است زمانی بازار را در حالت تعادل می‌داند که حداکثر سود را در کوتاه مدت به دست‌آورد. کسب حداکثر سود متوسط انحصارگر زمانی عملی می‌شود که بتواند میزان تولید را انتخاب کند که به ازای آن تابع درآمد نهایی مساوی با قیمت حداکثر سود است.